# Cyrilla (Cyrene)
Cyrilla († 304 in Cyrene, Libyen) ist eine Märtyrin der orthodoxen und der katholischen Kirche. Cyrilla war der Überlieferung nach Witwe und lebte unter den Kaisern Diokletian und Maximian. Ihr Gedenktag ist der 5. Juli.
Cyrilla aus Cyrene wird manchmal mit der Märtyrin Cyrilla aus Rom verwechselt, die etwa 270 getötet wurde.